# 소말리아군

소말리아군은 소말리아의 정식 군이다.최고지도자는 소말리아의 마하메드 압둘라히 모하메드 대통령이다. 소말리아 내전, 소말리아 전쟁에 참가했다.1991년 까지는 아프리카에서 손꼽히는 부대였지만 내전으로 거의 없는것과 다름없게 됐다.